# PHQ-Stressmodul

Der Fragebogen PHQ-Stressmodul

Das PHQ-Stressmodul ist ein  psychodiagnostischer Fragebogen, mit dessen Hilfe psychosoziale Belastungsfaktoren, die Hinweise auf auslösende oder aufrechterhaltende Bedingungen einer psychischen Störung geben, erfragt werden können.

## Aufbau des PHQ-Stressmoduls
Der PHQ-Stressmodul Fragebogen hat sich aus den Fragen 12a-12j der Komplettversion des Gesundheitsfragebogens für Patienten (PHQ-D) als eigenständiger Fragebogen etabliert.

### Auswertung des PHQ-Stressmoduls
Ein Schweregrad für den Bereich Stress kann durch Aufsummierung der zehn Fragen zu einem Skalensummenwert gebildet werden. Die numerische Bewertung der einzelnen Fragen beträgt
- 0 (nicht beeinträchtigt),
- 1 (wenig beeinträchtigt),
- 2 (stark beeinträchtigt).

Der Skalensummenwert Stress variiert dementsprechend zwischen 0 und 20. Folgende Tabelle beschreibt die Interpretation der möglichen Skalensummenwerte:
| Berechneter Skalensummenwert | Psychosoziale Stressfaktoren                          |
| ---------------------------- | ----------------------------------------------------- |
| 0–4                          | Minimal ausgeprägte psychosoziale Stressfaktoren      |
| 5–9                          | Mild ausgeprägte psychosoziale Stressfaktoren         |
| 10–14                        | Mittelgradig ausgeprägte psychosoziale Stressfaktoren |
| 15–20                        | Schwer ausgeprägte psychosoziale Stressfaktoren       |